# Chaetococcus bambusae
Chaetococcus bambusae är en insektsart som först beskrevs av William Miles Maskell 1893.  Chaetococcus bambusae ingår i släktet Chaetococcus och familjen ullsköldlöss. Inga underarter finns listade i Catalogue of Life.